# Cratere Meget
Meget  è un cratere sulla superficie di Marte.